# Werner Koch (Maler, 1937)

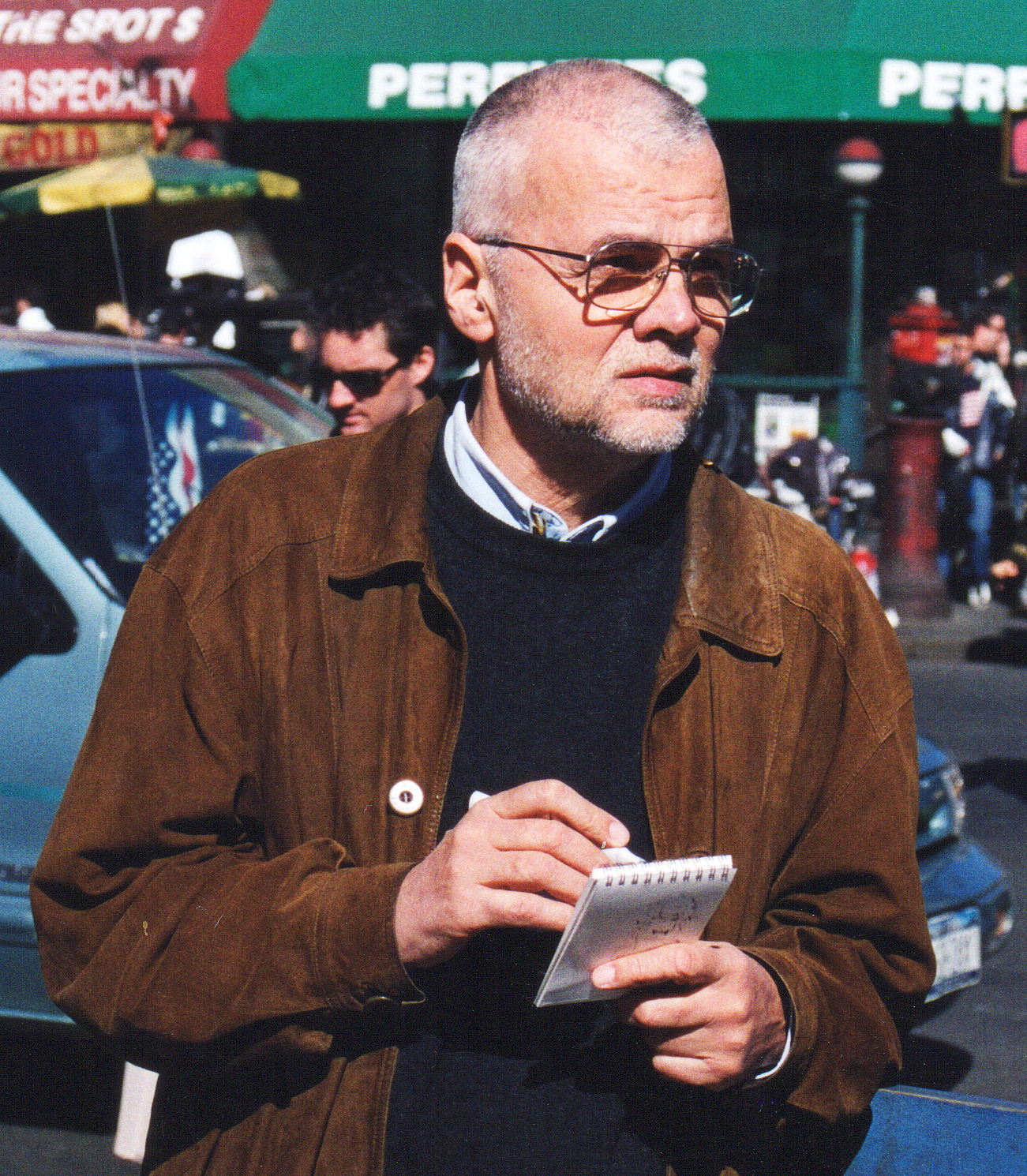
Werner Koch (2001)

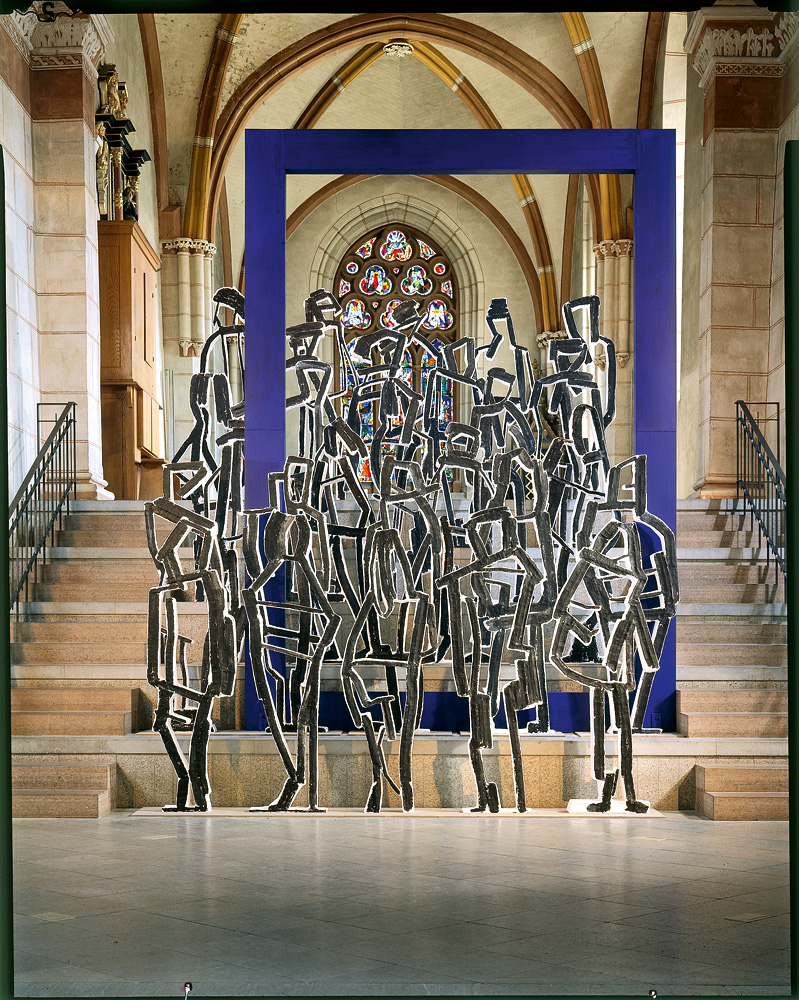
Werner Koch Leere ? (2000), Installation mit 27 Figuren

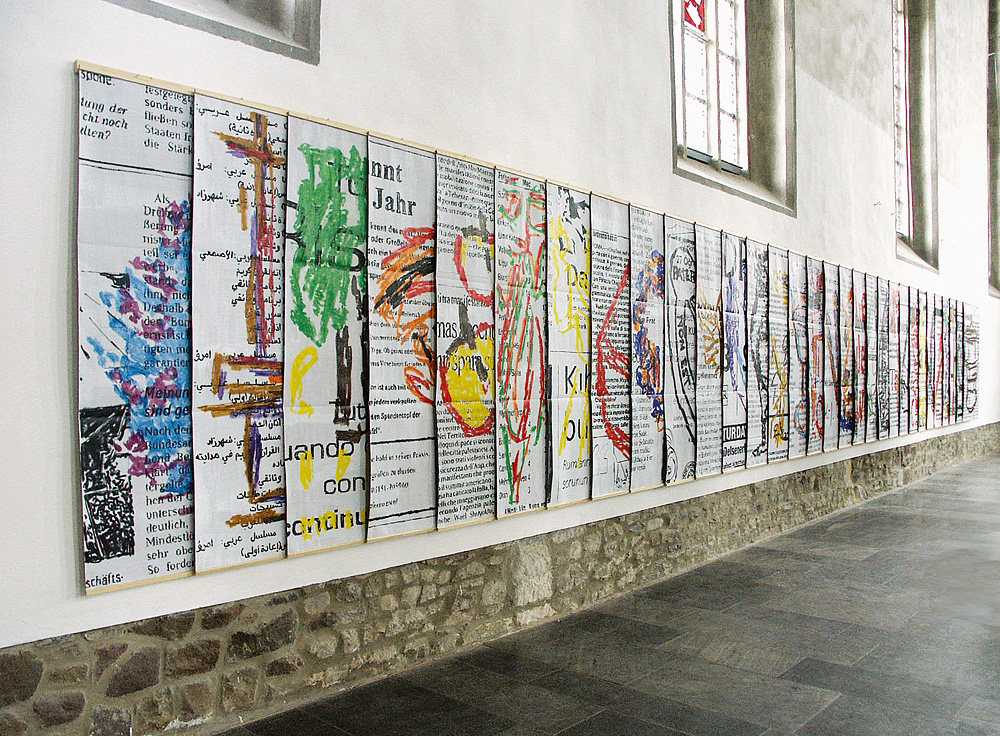
Werner Koch Deutung im Widerspruch (2009), Installation, St. Petri, Magdeburg, Teil 2, 31 Bilder, Acyl, Ölstift auf Packpapier, 206 cm × 1562 cm

Werner Koch (* 1937 in Bochum) ist ein deutscher Maler und Zeichner. Zu seinem Werk gehören auch Installationen und Performances.

## Leben und Werk
Koch wuchs auf in Bad Kösen. Dort absolvierte er zuerst eine handwerkliche Ausbildung. 1966 siedelte er von der DDR in den Westen über und begann ein Studium der freien und angewandten Malerei an der Werkkunstschule in Dortmund bei Gustav Deppe. An der Akademie der Bildenden Künste München besuchte er die Klasse von Ernst Geitlinger.
Koch ließ sich, inzwischen Familienvater, in einem Dorf im Weserbergland nieder. Nach längerer Unterbrechung besuchte er als Meisterschüler die Klasse von Fritz Winter an der staatlichen Hochschule der bildenden Künste Kassel. Zwischen 1967 und 1971 entstanden Collagen aus Postkarten. Von 1971 bis 1985 verdiente er seinen Lebensunterhalt als Lehrer an einer Fachschule für Sozialpädagogik. Ab 1975 lebte und arbeitete er in Hameln.
Nach einem Aufenthalt in New York 1984 fasste Koch den Entschluss, sich ganz der Kunst zu widmen und ist seitdem als freier Künstler tätig. Ab 1985 gewannen Bilder mit Zeitungen eine wichtige Rolle, die er als Zeichengrund für Gouachen und Zeichnungen nutzte. Ab 1991 hielt er sich zu regelmäßigen Arbeitsaufenthalten in Manhattan auf. Danach arbeitete er oft in Serien zu Themen der Großstadt.
Koch schuf auch temporäre Installationen in kirchlichen Räumen. Er verwendet dabei christliche Symbole aus vergrößerten Zeitungsausschnitten internationaler Herkunft. In der Arbeit ab 2010 spielt die Auseinandersetzung mit dem Dadaismus und mit Kinderzeichnungen eine wichtige Rolle.

## Einzelausstellungen (Auswahl)
- 2019: Kulturkirche Liebfrauen Duisburg: SchriftBilder – Benefiz-Ausstellung für die Kulturkirche Liebfrauen
- 2017/18: Roemer- und Pelizaeus-Museum Hildesheim: Werner Koch 100 + 1 = 80 – Retrospektive, und dada ist dada ist dada
- 2016: Siegerlandmuseum Oberes Schloss: Werner Koch, Im Fluss der Zeit; Der Kunstkreis Hameln: Werner Koch absurd, eine Retrospektive – fokussiert auf das Alterswerk[2]
- 2015: Internationales Zeitungsmuseum, Aachen: Werner Koch, Times Square
- 2014: Cabaret Voltaire, Zürich: Hommage à Hugo Ball – Wir begrüßen das Kind in der Kunst und im Leben
- 2013: Emschertal-Museum, Herne: Werner Koch, eine Retrospektive der Tochter Ellen gewidmet
- 2012: St. Bonifatius, Hameln: Installation zu Licht am Fluss; "1200 Jahre Münster St. Bonifatius"
- 2011: Marktkirche St. Georgii et Jacobi, Hannover: In der Stadt
- 2009: Haus Opherdicke, Unna: New Yorker Werke; St. Petri, Magdeburg: Deutung im Widerspruch
- 2008: Fritz-Winter-Atelier, Diessen: Short Stories; Amerikanisches Zentrum / James-F.-Byrnes-Institut, Stuttgart: Arbeiten aus New York
- 2007: Städtische Kunstsammlungen Salzgitter-Salder: New Yorker Werke 1992–2007
- 2006: Abgusssammlung Universität Salzburg: Zeitzeichen
- 2005: Abguss-Sammlung Universität Heidelberg: Zeitzeichen
- 2004: Abguss-Sammlung Antiker Plastik Berlin: Zeitzeichen[3]
- 2003: Kulturforum Lüneburg e. V.: Werner Koch, 10 Jahre New York; Fritz-Winter-Haus, Ahlen: Mythos New York Fritz-Winter-Atelier;, Diessen: Mythos New York; German House Gallery, New York: The Fleeting Glance
- 2002: Eisfabrik, Hannover: 10 Jahre New York
- 2001: Art Galerie Frank Pages, Loft, Baden-Baden: Gedankenreise
- 2000: Münster St. Bonifatius, Hameln: Leere?, Expo 2000
- 1999: Westfälische Provinzial Versicherung, Münster: Begegnungen; Museum am Lindenbühl, Mühlhausen: Begegnungen
- 1998: Dewezet Hameln; N.Y.-Bildwirklichkeiten im Rückblick
- 1997: Museum Bochum: Die Zeichen der Wirklichkeit und die Wirklichkeit der Zeichen; Fachinformationszentrum Karlsruhe: Times Square; Art Galerie Frank Pages, Baden-Baden: Die Zeichen der Wirklichkeit und die Wirklichkeit der Zeichen
- 1996: Leonhardi-Museum, Dresden: Die Zeichen der Wirklichkeit und die Wirklichkeit der Zeichen; Landesvertretung Niedersachsen, Bonn: Der Runde Tisch
- 1995: Oberhessisches Museum, Gießen: Der Runde Tisch; Rauminstallation, Roemer- und Pelizaeus-Museum Hildesheim: Die Zeichen der Wirklichkeit und die Wirklichkeit der Zeichen
- 1994: Galerie am Fischmarkt, Erfurt: Der Runde Tisch; Verband Nordwestdeutscher Zeitungsverleger, Hannover: Werner Koch, Nachrichten I
- 1993: Der Kunstkreis Hameln; Werner Koch, Bilder • Objekte
- 1988: Landesbibliothek Hannover: Unknown People